# 陸前今泉站
陸前今泉站（日语：／ Rikuzen-Imaizumi eki */?）是位於岩手縣陸前高田市氣仙町字愛宕下，東日本旅客鐵道（JR東日本）的大船渡線BRT巴士站。
大船渡線氣仙沼站至盛站之間的鐵路服務於2020年4月1日廢止。此巴士站是在BRT化以後才設置，因此不是鐵路車站，此巴士站不會計算在JR東日本車站數目內。

## 概要
在發生東北地方太平洋近海地震後，團地集體遷移，為了方便今泉團地周邊的乘客，使巴士站位於一般路道上。陸前高田市內社區路線「氣仙川高台」巴士站位於同一地點。
在氣仙沼至盛之間的班次中，只有高田高校前、高田醫院的普通班次停靠。快速班次不經此站。

## 歷史
- 2020年（令和2年）3月14日：車站啟用[1][2]。

## 巴士站構造
巴士站位於一般路道上。下行上落客處設有上蓋和候車室。上行上落客處設有上蓋。

## 使用狀況
在2019年度（令和元年度）1日平均乘車人次為2人。

## 巴士站周邊
- 國道45號
- 三陸自動車道
- 陸前高田市立氣仙小學
- 舊陸前高田市立氣仙中學校舍（地震遺構）
- 氣仙川（日语：気仙川）

## 相鄰巴士站
東日本旅客鐵道（JR東日本）
■大船渡線BRT
□快速
不途經
■普通
長部－陸前今泉－奇蹟之一本松

## 注腳
1. ↑   (PDF) (新闻稿). 東日本旅客鐵道盛岡分社、東日本旅客鐵道仙台分社. 2020-01-22  [2020-01-23]. （原始内容 (PDF)存档于2020-01-23） （日语）.
2. ↑  大船渡線ＢＲＴに４つの新駅／岩手 （页面存档备份，存于）（日語）. IBC岩手放送. 2020年3月14日發布, 2020年3月19日參閲.
3. ↑  . 東日本旅客鐵道.   [2020-07-19]. （原始内容存档于2021-01-10） （日语）.

## 外部連結
- 車站資訊（陸前今泉）：東日本旅客鐵道（日語）